# Дитка Хаберл
Дитка Хаберл (словен. Ditka Haberl; Марибор, 1947) некадашња је југословенска и словеначка певачица забавне музике.
Била је чланица група Беле вране (1967—1974.) и Пепел ин кри, с којом је 1975. године на Песми Евровизије представљала Југославију са песмом Дан љубезни, после победе на Опатијском фестивалу. Успешно наставља са соло каријером, наступајући на домаћим фестивалима забавне музике. Запажене успјехе имала је на Сплитском и Опатијском фестивалу.

## Фестивали
Словенска попевка:
- На врху неботичника (као чланица групе Беле вране), '69
- Все ал нич, '70
- Женитовањска (као чланица групе Беле вране), '71
- Чук, '71
- Ројство, награда за аранжман, '73
- Леталовлак (као чланица групе Беле вране), '73
- В мени расте древо, '74
- Само насмех је бољ гренак, прва награда публике и прва награда међународног жирија, '76
- Утурјена љубезен, друга награда међународног жирија и сребрна плакета ревије Стоп, '77
- Празник мојих сањ, '78
- Кај је среча, друга награда публике и награда за најбољи аранжман, '79
- Како нај ти повем, друга награда међународног жирија и награда за најбољи аранжман, '80

Весела јесен:
- Не ходи проч ноцој, '73

Ваш шлагер сезоне, Сарајево:
- Дај да се учини нешто / Годишњица (као чланица групе Беле вране), '69
- Какор женска, '75
- Мађија (са групом Пепел ин кри), '76
- Што може она, могу ја (са групом Пепел ин кри), '77

Опатија:
- Место младих (као чланица групе Беле вране), '69
- Младе очи, '73
- Сањајмо, '74
- Дан љубезни (са групом Пепел ин кри), победничка песма, '75 / Евровизија, тринаесто место
- Моја сречна звезда (са групом Пепел ин кри), '76
- Јаз сем јаз, ти си ти, '79
- Срце гре по своје (Вече родољубиве песме), '81
- Над местом се дани, прва награда стручног жирија, '85

Југословенски избор за Евросонг:
- Песем за отрока (дует са Доцом Марлот), Домжале '71

Београдско пролеће:
- Вила з римскега зиду, награда за интерпретацију, '72
- У мени живиш ти (са групом Пепел ин кри), '78
- За нас је довољна љубав (дует са Бранком Блаћеом), '81

Сплит:
- Море, море, '73
- Само твоје име знам (са групом Пепел ин кри), прва награда стручног жирија "Ђеки Србљеновић", '77
- Кад би сви момци Медитерана (са групом Пепел ин кри), '78
- Ту је Далмација (са групом Пепел ин кри), награда стручног жирија, '79
- Гледам како спаваш (Вече далматинске шансоне), '80
- Апунтаменти (са групом Пепел ин кри), '80
- Иване мој (Вече далматинске шансоне), прва награда стручног жирија, '81
- Ослушни сваки вал (са групом Пепел ин кри), '82
- Интима (са групом Пепел ин кри), '83

Омладина, Суботица:
- Јесен на њеном длану (као чланица групе Беле вране), прва награда стручног жирија, '61

Скопље:
- Далеку некаде на југ, '71

Festiwal Interwizji, Сопот:
- Само насмех је бољ гренак (као представница Југославије), '78

Љубљана:
- Песем за динар (са групом Пепел ин кри), '79
- Како нај ти повем, '80

Загреб:
- Весели вртуљак (као чланица групе Беле вране), '69
- Вјеруј ми (дует са Бранком Блаћеом), 81
- Вријеме је за успомене (дует са Бранком Блаћеом), награда стручног жирија, '82

Крапина:
- Да сам ти ласима звезала роке, '83